# Kantörs-poring
Kantörs-poring (Flaviporus americanus) är en svampart som först beskrevs av Ryvarden & Gilb., och fick sitt nu gällande namn av Ginns 1984. Flaviporus americanus ingår i släktet Flaviporus och familjen Meruliaceae.   Inga underarter finns listade i Catalogue of Life.